# Boszko Ǵurowski
Boszko Ǵurowski (ur. 28 grudnia 1961 w Tetowie) – macedoński piłkarz występujący na pozycji pomocnika. Wcześniej reprezentant Jugosławii. Trener piłkarski. Brat Miłko Ǵurowskiego oraz wujek Mario Ǵurowskiego, którzy także są piłkarzami.

## Kariera klubowa
Ǵurowski treningi rozpoczął w Teteksie Tetowo. Następnie grał w juniorach Crvenej Zvezdy, a w 1978 roku został włączony do jej pierwszej drużyny. Do 1989 roku zdobył z zespołem cztery mistrzostwa Jugosławii (1980, 1981, 1984, 1988) oraz dwa Puchary Jugosławii (1982, 1985). W 1989 roku przeszedł do szwajcarskiego Servette FC. W sezonie 1993/1994 zdobył z nim mistrzostwo Szwajcarii. W 1995 roku zakończył karierę.

## Kariera reprezentacyjna
W reprezentacji Jugosławii Ǵurowski zadebiutował 15 grudnia 1982 w zremisowanym 4:4 meczu eliminacji Mistrzostw Europy 1984 z Walią. W barwach drużyny Jugosławii zagrał 4 razy. Po jej rozpadzie, rozpoczął występy w reprezentacji Macedonii. Zadebiutował w niej 23 marca 1994 w wygranym 2:0 towarzyskim pojedynku ze Słowenią. 17 grudnia 1994 w wygranym 3:0 meczu eliminacji Mistrzostw Europy 1996 z Cyprem strzelił 3 gole, które jednocześnie były jego jedynymi w drużynie narodowej.
W latach 1994–1995 w kadrze Macedonii Ǵurowski rozegrał 7 spotkań.

## Kariera trenerska
Po zakończeniu kariery w barwach Servette FC w 1995 roku, Ǵurowski pozostał w klubie jako asystent trenera. W 1999 roku był także pierwszym trenerem Servette. Następnie pracował jako asystent w Crvenej Zvezdzie. Prowadził też zespoły FK Radnički Obrenovac i FK Rad, a potem wrócił do asystowania w Crvenej Zvezdzie. W 2007 roku prowadził tę drużynę także samodzielnie. W latach 2008–2013 był asystentem trenera w japońskim klubie Nagoya Grampus.
W 2013 roku Ǵurowski został selekcjonerem reprezentacji Macedonii. W roli tej zadebiutował 5 marca 2014 w wygranym 2:1 towarzyskim meczu z Łotwą. Kadrę Macedonii poprowadził łącznie w 11 spotkań, z czego 2 były wygrane, 3 zremisowane oraz 6 przegranych. W kwietniu 2015 przestał być jej trenerem.